# Kökény Ágnes (építész)
Kökény Ágnes (Budapest, 1938. szeptember 25. –) Ybl-díjas (1975) okleveles magyar építészmérnök.
Diplomájának megszerzésétől a budapesti Városépítési Tervező Vállalat mérnökeként dolgozott. Kispaneles épületeket tervezett; újpalotai iskolák, zuglói iskolák, az őrmezői lakótelep épületei kötődnek a nevéhez. Ő tervezte a II. kerületi Ganz utca egyik, 72 lakásos lakóházát, orvosi rendelővel. Zuglóban, a Kacsóh Pongrác úti lakótelepen 59 lakásos lakóházat tervezett, munkatársával és férjével Ágoston Miklóssal.

## Díjai
- Ybl-díjas (1975).
- Az Ipari, Kereskedelmi és Idegenforgalmi Minisztérium különdíja (1997) – Az Év Háza díj